# NGC 2072
NGC 2072 (również ESO 57-SC4) – gromada otwarta, znajdująca się w gwiazdozbiorze Góry Stołowej. Należy do Wielkiego Obłoku Magellana. Odkrył ją Pietro Baracchi 18 grudnia 1884 roku.